# Mayulestidae
De Mayulestidae zijn een familie van uitgestorven buideldierachtigen uit de Sparassodonta. Het waren carnivoren die tijdens het Vroeg-Paleoceen tot Vroeg-Eoceen in Zuid-Amerika leefden.

## Taxonomie
Lange tijd werden wisselend de Sparassodonta en de Pucadelphyidae beschouwd als nauwste verwanten van de Mayulestidae. Bij een studie uit 2018 kwam naar voren dat de Mayulestidae de vroegste aftakking binnen de Sparassodonta is. Samen met de Pucadelphyidae vormen de sparassodonten de superorde Pucadelphyda. De Mayulestidae omvat drie geslachten: naamgever Mayulestes, Allqokirus en Patene. Mayulestes en Allqokirus zijn bekend van fossiele vondsten uit de Santa Lucía-formatie in Bolivia uit het Vroeg-Paleoceen, terwijl fossielen van Patene zijn gevonden in het Itaboraí-bekken in Brazilië en dateren uit het Vroeg-Eoceen.

## Kenmerken
De mayulestiden waren kleine roofdieren met het formaat van een hedendaagse wolhaaropossum, die dezelfde ecologische niche bezette als hedendaagse wezels of marters. 